# Paterno (film)
Paterno is een Amerikaanse televisiefilm uit 2018 die geregisseerd werd door Barry Levinson. De hoofdrollen worden vertolkt door Al Pacino, Riley Keough, Kathy Baker en Greg Grunberg.
De dramafilm is gebaseerd op het leven van de Amerikaanse footballcoach Joe Paterno, aan wiens succesvolle carrière in 2011 een abrupt einde kwam toen bleek dat hij al jaren wist dat jongeren seksueel misbruikt werden door een assistent-trainer.

## Verhaal
Joe Paterno is al sinds de jaren 1960 hoofdcoach van Penn State, het succesvolle universiteitsteam van Pennsylvania State University. Wanneer in 2011 aan het licht komt dat Jerry Sandusky, een van Paterno's assistent-trainers, verschillende jongens seksueel misbruikt heeft, komt ook de beroemde hoofdcoach van Penn State in opspraak. Sara Ganim, journaliste van The Patriot-News, gaat als eerste op zoek naar de waarheid en probeert te achterhalen welke personen binnen de universiteit op de hoogte waren van Sandusky's misdrijven. De positie van Paterno wordt zo al snel onhoudbaar. Bovendien krijgt hij ook te horen dat hij aan kanker lijdt.

## Rolverdeling
| Acteur           | Personage        |
| ---------------- | ---------------- |
| Al Pacino        | Joe Paterno      |
| Riley Keough     | Sara Ganim       |
| Kathy Baker      | Sue Paterno      |
| Greg Grunberg    | Scott Paterno    |
| Annie Parisse    | Mary Kay Paterno |
| Benjamin Cook    | Aaron Fisher     |
| Jim Johnson      | Jerry Sandusky   |
| Darren Goldstein | Mike McQueary    |
| Steve Coulter    | Tim Curley       |

## Productie
Het schandaal rond seksueel misbruik binnen Penn State kwam in 2011 aan het licht. Een jaar later raakte bekend dat het talentenbureau ICM Partners een filmproject over footballcoach Joe Paterno wilde ontwikkelen met Al Pacino als hoofdrolspeler. Het project zou gebaseerd worden op de biografie Paterno van schrijver Joe Posnanski. In januari 2013 werd aangekondigd dat de film zou geregisseerd worden door Brian De Palma, met wie Pacino eerder al had samengewerkt aan de misdaadfilms Scarface (1983) en Carlito's Way (1993).
De film werd vervolgens opgepikt door betaalzender HBO, maar in september 2014 werd het project in pre-productie voor onbepaalde tijd stopgezet vanwege budgettaire reden.
In juni 2017 raakte bekend dat HBO de productie opnieuw groen licht had gegeven. De productie werd verdergezet, ditmaal met Barry Levinson als regisseur. Pacino en Levinson hadden eerder al samengewerkt aan You Don't Know Jack (2010) en The Humbling (2014). Voor zijn vertolking in You Don't Know Jack, dat eveneens een HBO-productie was, had de acteur een Emmy Award ontvangen. In juni 2017 werden ook Riley Keough, Kathy Baker en Greg Grunberg aan de cast toegevoegd. De opnames gingen in juli 2017 van start en vonden plaats in New York.
Op 7 april 2018 ging Paterno in première op HBO. De film kreeg overwegend positieve recensies. Op Rotten Tomatoes heeft de film een waarde van 74% en een gemiddelde score van 7/10, gebaseerd op 31 recensies. Op Metacritic heeft de film een gemiddelde score van 68/100, gebaseerd op 18 recensies.

## Trivia
- Aanvankelijk heette het filmproject Happy Valley, een ironische verwijzing naar de gelijknamige regio waar het misbruikschandaal zich afspeelde.
- Al Pacino speelde eerder al een footballcoach in Any Given Sunday (1999).